# Lype excisa
Lype excisa is een schietmot uit de familie Psychomyiidae. De soort komt voor in het Palearctisch gebied.